# Akt strzelisty
Akt strzelisty (łac. actus iaculatoriae) – nazwa określająca krótkie modlitwy w religii katolickiej, które mogą być odmawiane wiele razy w ciągu dnia.
Powstały one jako odpowiedź na słowa Jezusa: Zawsze powinniście się modlić i nie ustawać (Łk 18, 1). O tej tradycji wspomina już św. Augustyn, mówiąc o pustelnikach w Egipcie. Potem przejął ją chrześcijański Wschód, a następnie Zachód.
Akty strzeliste są prośbami, westchnieniami, aktami miłości lub zadośćuczynienia.
Akty strzeliste to często zdania zaczerpnięte z Pisma Świętego, jak np.:
- Panie, abym przejrzał!
- Panie, zmiłuj się nade mną.
- Panie, nie jestem godzien, abyś przyszedł do mnie.
- Panie, Ty wiesz wszystko, Ty wiesz, że Cię kocham.

Niektóre akty wynikają też z prywatnych objawień:
- Jezu, ufam Tobie! (z objawień św. Faustyny)

- Jezu, Ty się tym zajmij. (z prywatnych objawień ojca Dolindo)

Są także inne, powstałe na przestrzeni wieków:
- Święty Boże, Święty mocny, Święty, a nieśmiertelny, zmiłuj się nad nami.

W Kościele wschodnim najpopularniejszym aktem strzelistym jest greckie Kyrie, eleison (Panie, zmiłuj się). Jego odpowiednikiem w tradycji chrześcijaństwa ormiańskiego jest popularne wezwanie Ter wohormja. Również Kościoły wschodnie tradycji słowiańskiej znają odpowiednik tego aktu w języku cerkiewnosłowiańskim: Gospodi, pomiłuj. Inne znane tam akty strzeliste to np.:
- Preswiataja Bogorodice, spasi nas – Najświętsza Bogurodzico, wybaw nas
- Gospodi Iisusie Christie, Synie Bożyj, pomiłuj mia griesznago – Panie Jezu Chryste, Synu Boży, zmiłuj się nade mną grzesznikiem (Modlitwa Jezusowa).